# Hymne au général Kim Jong-il
L'Hymne au général Kim Jong-il (coréen : 김정일장군의 노래/Hancha:金正日將軍의 노래) est une marche nord-coréenne composée par Sol Myong-Sun avec des paroles écrites par Sin Un-Ho.
La marche louange le secrétaire général éternel, Kim Jong-Il, constituant une partie vitale du culte de la personnalité de Kim Jong-il. L'hymne est similaire à l'Hymne au général Kim Il-sung, mais l'hymne à Kim Jong-Il n'est pas aussi populaire que celui de son père. La marche est jouée couramment en Corée du Nord. La chanson est jouée au début de chaque diffusion de la télévision nationale coréenne
Selon des sources nord-coréennes, le satellite Kwangmyŏngsŏng-2 (lancé le 5 avril 2009) diffuse dans l'espace la chanson avec l'Hymne au général Kim Il-sung. 
Une version en anglais a été enregistrée par Ritta Dimek.
La chanson a été jouée à la fin du Festival Arirang, en septembre 2001